# Desa Pandansari (administrativ by i Indonesien, Jawa Tengah, lat -7,40, long 109,08)
Desa Pandansari är en administrativ by i Indonesien.   Den ligger i provinsen Jawa Tengah, i den västra delen av landet, 280 km sydost om huvudstaden Jakarta.